# 1829
| [ Edytuj tabelę ]                                   | |
| Król Polski (tytularny)                             | - 1825 Mikołaj I Romanow 1830 |
| Emir Afganistanu                                    | - 1818 Al-Rajuo Ballaha 1842 |
| Współksiążęta Andory                                | - 1827 Simó Rojas de Guardiola y Hortoneda 1851 - 1824 Karol X Burbon 1830                                                           |
| Prezydent Argentyny                                 | - 1829 gen. Juan Manuel de Rosas 1832                                                                                                |
| Cesarz Austrii                                      | - 1804 Franciszek II Habsburg 1835                                                                                                   |
| Król Bawarii                                        | - 1825 Ludwik I 1848 |
| Prezydent Boliwii                                   | - 1829 Miguel de Velasco 1829 - 1829 Andrés de Santa Cruz 1839                                                                       |
| Cesarz Brazylii                                     | - 1822 Pedro I 1831 |
| Sułtan Brunei                                       | - 1807 Muhammad Kanzul Alam 1829 - 1829 Omar Ali Saifuddin II 1852                                                                   |
| Prezydent Chile                                     | - 1827 Francisco Antonio Pinto Díaz 1829 - 1829 Francisco Ramón Vicuña Larraín 1829                                                  |
| Cesarz Chin                                         | - 1820 Daoguang 1850 |
| Król Czech                                          | - 1792 Franciszek II Habsburg 1835                                                                                                   |
| Król Danii                                          | - 1808 Fryderyk VI 1839 |
| Dalajlama                                           | - 1816 Cultrim Gjaco 1837 |
| Władca Egiptu                                       | - 1805 Muhammad Ali 1848 |
| Premier Francji                                     | - 1828 Jean-Baptiste de Martignac 1829 - 1829 Jules Armand de Polignac 1830                                                          |
| Król Francji                                        | - 1824 Karol X Burbon 1830 |
| Prezydent Grecji                                    | - 1827 Joanis Kapodistrias 1830 |
| Prezydent Haiti                                     | - 1818 Jean-Pierre Boyer 1843 |
| Król Hawajów                                        | - 1824 Kamehameha III 1854 |
| Król Hiszpanii                                      | - 1813 Ferdynand VII 1833 |
| Król Holandii                                       | - 1815 Wilhelm I 1840 |
| Szach Iranu                                         | - 1797 Fath Ali Szah 1834 |
| Państwo Wielkich Mogołów                            | - 1806 Akbar Szah II 1837 |
| Król Irlandii                                       | - 1820 Jerzy IV Hanowerski 1830 |
| Cesarz Japonii                                      | - 1817 Ninkō 1846 |
| Kalif                                               | - 1808 Mahmud II 1839 |
| Prezydent Kolumbii                                  | - 1827 Simón Bolívar 1830 |
| Patriarcha Konstantynopola                          | - 1826 Agatangel 1830 |
| Władca Korei                                        | - 1800 Sunjo 1834 |
| Emir Kuwejtu                                        | - 1814 Dżabir I 1859 |
| Książę Liechtensteinu                               | - 1805 Jan I 1836 |
| Wielki książę Luksemburga                           | - 1815 Wilhelm I 1840 |
| Sułtan Maroka                                       | - 1822 Abd ar-Rahman 1859 |
| Prezydent Meksyku                                   | - 1824 Guadalupe Victoria 1829 - 1829 Vicente Guerrero 1829 - 1829 José María Bocanegra 1829 - 1829 Pedro Vélez 1829                 |
| Książę Monako                                       | - 1819 Honoriusz V 1841 |
| Król Nawarry                                        | - 1824 Karol X 1830 |
| Król Nepalu                                         | - 1816 Rajendra 1847 |
| Premier Nepalu                                      | - 1806 Bhimsen Thapa 1837 |
| Król Norwegii                                       | - 1818 Karol III Jan 1844 |
| Sułtan Omanu                                        | - 1807 Sa’id ibn Sultan 1856 |
| Papież                                              | - 1823 Leon XII 1829 - 1829 Pius VIII 1830                                                                                           |
| Konsul Paragwaju                                    | - 1814 José Gaspar Rodríguez de Francia 1840                                                                                         |
| Książę Parmy i Piacenzy                             | - 1814 Maria Ludwika 1847 |
| Prezydent Peru                                      | - 1827 José de La Mar 1829 - 1829 Agustín Gamarra 1833                                                                               |
| Król Portugalii                                     | - 1828 Michał 1834 |
| Król Prus                                           | - 1797 Fryderyk Wilhelm III 1840 |
| Car Rosji                                           | - 1825 Mikołaj I 1855 |
| Król Saksonii                                       | - 1827 Antoni Wettyn 1836 |
| Kapitanowie Regenci San Marino                      | - 1828 Luigi Giannini Giacomo Antonio Tini 1829 - 1829 Camillo Bonelli Pietro Zoli 1829 - 1829 Giuseppe Mercuri Filippo Filippi 1830 |
| Książę Serbii                                       | - 1815 Miłosz I Obrenowić 1839 |
| Król Sardynii                                       | - 1821 Karol Feliks 1831 |
| Król Szwecji                                        | - 1818 Karol XIV Jan 1844 |
| Król Tajlandii                                      | - 1824 Rama III 1851 |
| Sułtan Turków                                       | - 1808 Mahmud II 1839 |
| Prezydent USA                                       | - 1825 John Quincy Adams 1829 - 1829 Andrew Jackson 1837                                                                             |
| Król Węgier                                         | - 1792 Franciszek 1835 |
| Monarcha Wielkiej Brytanii                          | - 1820 Jerzy IV 1830 |
| Premier Wielkiej Brytanii                           | - 1828 Arthur Wellesley 1830 |
| Cesarz Wietnamu                                     | - 1820 Minh Mạng 1841 |
| Prezydent Wielkiej Kolumbii                         | - 1819 Simón Bolívar 1830 |
| Prezydent Zjednoczonych Prowincji Ameryki Środkowej | - 1825 Manuel José Arce 1829 - 1829 José Francisco Barrundia 1830                                                                    |

Rok 1829 / MDCCCXXIX
stulecia: XVIII wiek ~
XIX wiek ~
XX wiek

dziesięciolecia:
1790–1799 •
1800–1809 •
1810–1819 •
1820–1829
• 1830–1839
• 1840–1849
• 1850–1859

lata: 1819 «
1824 «
1825 «
1826 «
1827 «
1828 «
1829
» 1830
» 1831
» 1832
» 1833
» 1834
» 1839

## Wydarzenia w Polsce
- 9 kwietnia – wielka fala powodziowa na Wiśle zatopiła Gdańsk i Żuławy.
- 5 maja – uroczyste otwarcie Biblioteki Raczyńskich w Poznaniu.
- 24 maja – car Mikołaj I koronował się w Warszawie na króla Polski.

## Wydarzenia na świecie
- 31 marca – wybrano 253. papieża, został nim Pius VIII, Francesco Saverio Castiglioni (ur. 20 listopada 1761 w Cingoli, zm. 30 listopada 1830 w Rzymie).
- 4 marca – Andrew Jackson został zaprzysiężony na 7. prezydenta USA.
- 1 kwietnia – Vicente Guerrero został prezydentem Meksyku.
- 5 kwietnia – odbyła się koronacja papieża Piusa VIII.
- 13 kwietnia – w Wielkiej Brytanii i Irlandii katolicy otrzymali prawa wyborcze.
- 6 maja – wiedeński budowniczy fortepianów i organów Cyrill Demian oraz jego synowie Karl i Guido złożyli wniosek o opatentowanie akordeonu.
- 16 maja – w Teatro Ducale w Parmie odbyła się premiera opery Zaira Vincenzo Belliniego.
- 24 maja – papież Pius VIII wydał encyklikę Traditi humilitati, potępiającą nowe doktryny filozoficzne faworyzujące indyferentyzm, nowe tłumaczenia Pisma Świętego pozbawione imprimatur kościelnego, stowarzyszenia sekretne i broniącą sakramentalnego związku małżeńskiego.
- 27 maja – po 5 latach pobytu na zesłaniu w Rosji, Adam Mickiewicz wypłynął z Petersburga w półroczną podróż po Europie.
- 10 czerwca – odbył się pierwszy wyścig łodzi między drużynami uniwersytetów Oksfordzkiego i Cambridge.
- 11 czerwca – VIII wojna rosyjsko-turecka: zwycięstwo Rosjan w bitwie pod Kulewczą.
- 3 lipca – ustanowiono Order Zbawiciela, najstarsze i najwyższe greckie odznaczenie.
- 23 lipca – w Mount Vernon w USA opatentowano po raz pierwszy maszynę do pisania skonstruowaną przez Williama Austina Burta.
- 3 sierpnia – Opera Paryska: prapremiera opery Wilhelm Tell Rossiniego.
- 18 sierpnia – podczas koncertu w Wiedniu Fryderyk Chopin wykonał po raz pierwszy publicznie swoje Rondo à la Krakowiak.
- 28 sierpnia – Weimar, Hoftheater: prapremiera Fausta J.W. Goethego (obecni m.in. Adam Mickiewicz i Fryderyk Chopin)
- 14 września – Rosja i Turcja zawarły pokój w Adrianopolu.
- 29 września
  - założono Scotland Yard.
  - w pobliżu meksykańskiego Tampico zatonął amerykański okręt USS „Hornet” wraz z całą załogą.
- 6 października – niedaleko Rainhill (okolice Liverpoolu, w zachodniej Anglii) odbył się konkurs na lokomotywę do obsługi linii kolejowej Liverpool – Manchester; z kilku maszyn, które stanęły do współzawodnictwa, zwycięski okazał się parowóz Rocket (Rakieta) konstrukcji George’a i Roberta Stephensonów.
- 30 listopada – otwarto Pierwszy Kanał Wellandzki omijający wodospad Niagara.
- 3 grudnia – zawarto unię realną pomiędzy Prusami Zachodnimi i Prusami Wschodnimi, która doprowadziła do zjednoczenia obu prowincji w jedną o nazwie Prusy ze stolicą w Królewcu.
- 4 grudnia – w Indiach Brytyjskich zakazano zmuszania wdów do sati.
- 11 grudnia – w Madrycie odbył się ślub króla Hiszpanii Ferdynanda VII z księżniczką sycylijską Marią Krystyną.
- Kilar Chaszyrow zdobył wschodni szczyt (5 621 m n.p.m.) Elbrusu.

## Urodzili się
- 16 stycznia – Włodzimierz Spasowicz, polski działacz społeczny, krytyk literacki, publicysta i prawnik w Rosji (zm. 1906)
- 18 stycznia – Ludvig Lorenz, duński matematyk (zm. 1891)
- 21 stycznia – Oskar II Bernadotte, król Szwecji i Norwegii (zm. 1907)
- 27 stycznia – Ján Botto, słowacki poeta romantyczny (zm. 1881)
- 2 lutego – Alfred Brehm, niemiecki zoolog (zm. 1884)
- 2 marca – Carl Schurz, amerykański polityk, senator ze stanu Missouri (zm. 1906)
- 14 marca – Teodor Kremski, prawnik, duchowny rzymskokatolicki, kapelan szpitalny (zm. 1906)
- 10 kwietnia – William Booth, założyciel Armii Zbawienia (zm. 1912)
- 16 kwietnia – Albert Wilczyński, polski prozaik, humorysta (zm. 1900)
- 5 czerwca – Leon Szubert, polski rzeźbiarz (zm. 1859)
- 9 czerwca – Nikołaj Fiodorow, rosyjski filozof (zm. 1903)
- 16 czerwca – Geronimo (właściwie Goyahkla lub Goyathlay), wódz Indian Chiricahua (zm. 1909)
- 22 lipca – John Nevins Andrews, amerykański duchowny adwentystyczny, teolog i misjonarz (zm. 1883)
- 27 lipca – Anna Grobecker, niemiecka aktorka, śpiewaczka operowa (zm. 1908)
- 17 września – Franciszek Tepa, polski malarz (zm. 1889)
- 15 października – Asaph Hall, astronom amerykański, odkrywca księżyców Marsa (zm. 1907)
- 16 października – Honorat Koźmiński, polski kapucyn, błogosławiony katolicki (zm. 1916)
- 17 października – Lucyna Ćwierczakiewiczowa, polska autorka książek kucharskich, publicystka (zm. 1901)
- 19 października – Jan Kronsztadzki, rosyjski duszpasterz prawosławny i asceta (zm. 1909)
- 30 października – Roscoe Conkling, amerykański polityk, senator ze stanu Nowy Jork (zm. 1888)
- 21 listopada – Théophane Vénard, francuski misjonarz, męczennik, święty katolicki (zm. 1861)
- 29 listopada – Ignacy Danielewski, polski nauczyciel, pisarz ludowy, wydawca, drukarz (zm. 1907)
- 5 grudnia – Mikołaj Akielewicz, polsko-litewski poeta, tłumacz, wydawca (zm. 1887)
- 9 grudnia – August Łoś, polski ziemianin, polityk (zm. 1902)

## Święta ruchome
- Tłusty czwartek: 26 lutego
- Ostatki: 3 marca
- Popielec: 4 marca
- Niedziela Palmowa: 12 kwietnia
- Wielki Czwartek: 16 kwietnia
- Wielki Piątek: 17 kwietnia
- Wielka Sobota: 18 kwietnia
- Wielkanoc: 19 kwietnia
- Poniedziałek Wielkanocny: 20 kwietnia
- Wniebowstąpienie Pańskie: 28 maja
- Zesłanie Ducha Świętego: 7 czerwca
- Boże Ciało: 18 czerwca